# Quararibea dolichosiphon
Quararibea dolichosiphon là một loài thực vật có hoa trong họ Cẩm quỳ. Loài này được A.Robyns & S.Nilsson miêu tả khoa học đầu tiên năm 1970.